# ダライ・ラマ14世
ダライ・ラマ14世（1935年7月6日〈チベット暦5月6日〉- ）は、第14代ダライ・ラマ（在位:1940年2月22日 - ）。法名はテンジン・ギャツォ（チベット文字：བསྟན་འཛིན་རྒྱ་མཚོ་; ワイリー方式：bstan 'dzin rgya mtsho）。

## 人物
アムド地方（現在の青海省）の農家に1935年に出生。幼名はラモ・トンドゥプ。4歳の時にダライ・ラマ14世として認定され、1940年に即位、1951年までチベットの君主の座に就いていたが、1959年にインドへ亡命して政治難民となり、インドのダラムサラに樹立された中央チベット行政府（現「チベット人民機構」、通称「チベット亡命政府」）において亡命チベットの国家元首を務めている。現在、法的には領する国土をもたない亡命政権の長という地位にありながら、世界中にちらばる在外チベット民族に対し政教両面において指導的立場にある人物と目されている。また、欧米でもチベット仏教に関心のある人や複数の著名人の支持を得、ノーベル平和賞を受賞したことでその国際的影響力はさらなる広がりを見せており、中国は別として世界的にはチベットの政治と宗教を象徴する人物とみなされるようになった。2011年には、自身の政治的権限を委譲したいという意向を表明し、政府の長から引退することになった。これを承けた亡命チベット人憲章改定案では「チベット国民の守護者にして保護者であり、チベット人のアイデンティティと統合の象徴である」と規定され、ダライ・ラマがチベットの政教両面の権威者の座に即くというダライ・ラマ5世以来の伝統を終わらせることになった。
世界的に著名な仏教指導者の一人であり、チベット仏教のゲルク派において最高位の仏教博士号（ゲシェ・ラランパ）を持つ僧侶である。歴史上のダライ・ラマはゲルク派の正式な長ではなく、ゲルク派の教勢が伸長して他派との摩擦が生じた時代に事実上の最高指導者となった学僧ゲンドゥン・ギャムツォ、そしてその転生者に認定されたスーナム・ギャムツォに始まる、ゲルク派の統合の象徴とされた転生系譜であったが、1642年以降（ダライラマ五世の時代）、モンゴルなどを含むチベット仏教圏に影響力をもつ宗教的権威とチベットを統べる政治的権威とを兼ね備えた地位となった。一方、現在のダライ・ラマである14世は亡命後にチベット人全体の政教両面の指導者とみなされるようになったが、この事態はそれまでのダライ・ラマとは異なり、ある種の政治的事情が背景にあるという意見もある（#チベット仏教内の関係参照）。また、本人は「自分は一介の比丘にすぎない」と語ることが多い。世俗的な称号としては、パリ市名誉市民、名誉博士（ニューヨーク州立大学バッファロー校）などがある。

## 来歴

### 生い立ち - 少年期

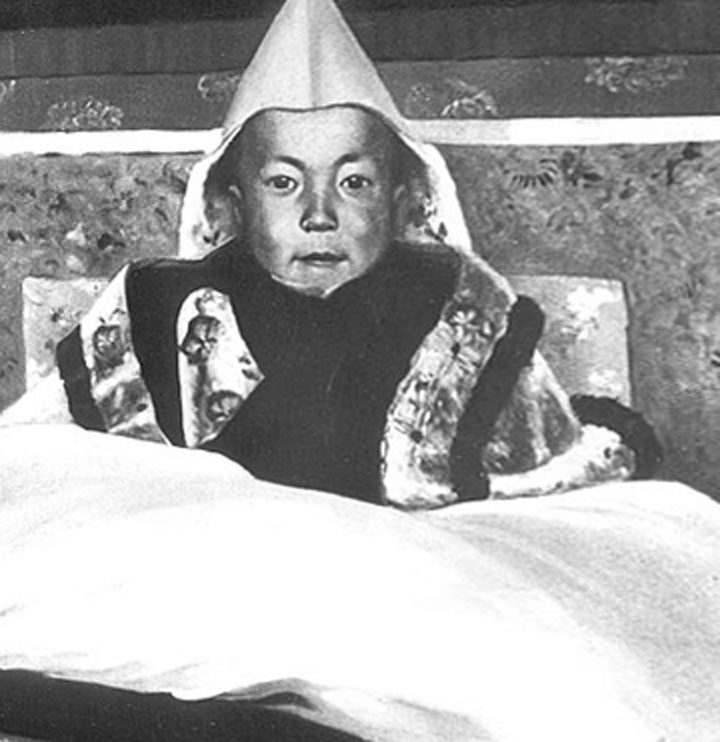
幼年時代のダライ・ラマ14世

中華民国青海省内チベット北部アムド（現・青海省海東市平安区石灰窯回族郷）に属するタクツェル(紅崖村)の小さな農家にて、9番目の子女として1935年7月6日に出生。なお、生家は小農ではあったが、地主に従属する小作人というわけでもなく、わずかな土地を人に貸し、自分たちでも大麦、ソバ、トウモロコシなどを栽培しており、ゾモというヤクと牝牛の雑種を5〜6頭、80頭あまりの羊やヤギ、2〜3頭の馬、2頭のヤクを飼っていたという。生家はチベットならどこにでもあるなんの変哲もないありふれた民家だったという。
幼名はラモ・ドンドゥプ（Lha-mo Don-'grub）と名づけられた。これは「願いを叶えてくれる女神」という意味である。長男のトゥブテン・ジグメ・ノルブはすでに高僧タクツェル・リンポチェの化身として認められていて、有名な僧院クムブムで修行をしていた。他にも18歳年上の姉としてチェリン・ドルマなどがいた。見知らぬ人を少しも怖がらぬ子だったと、母親は後に語ったという。
3歳になるかならないかという頃、ダライ・ラマの化身を見つけるためにチベットの政府が派遣した捜索隊が、さまざまなお告げに導かれてクムブム僧院にやってきた。お告げのひとつは、1933年に死去したダライ・ラマ13世の遺体が埋葬前の安置期間中に頭の向きを北東に変えたこと。他には、高僧が聖なる湖で湖面にAh、Ka、Maのチベット文字が浮かび上がるのを「視た」、続いて、青色と金色の屋根の3階建ての僧院とそこから一本の道が丘につづいている映像を「視た」、そして最後に変な形をした「樋」のある小さな家を「視た」ことだ、という。僧は"Ah"は地名アムドのアだと確信して捜索隊をそこへ派遣したという。
"Ka"の文字はクムブムのKに違いないと思い、クムブムにやってきた捜索隊は、クムブムの僧院が青くて3階建てであることを発見し、その読みが正しかったと確信したという。捜索隊は付近の村を探し回り、やがて屋根にこぶだらけの杜松が走っている民家を見つけた。
捜索隊は身分を隠していたにもかかわらず、そこに含まれていたセラ僧院の僧を「セラ・ラマ」と呼んだという。また、ダライ・ラマ13世の遺品とそれそっくりの偽物をいくつかその子供に見せたところ、いずれも正しい遺品のほうを選び「それ、ボクのだ」と言ったという。上にあげたようないくつかの確認の手続を経てさらに他の捜索結果も含めて政府が厳密に審査した結果、この子は3歳の時に真正ダライ・ラマの化身第13世ダライ・ラマトゥプテン・ギャツォの転生と認定され、ジェツン・ジャンペル・ガワン・ロサン・イシ・テンジン・ギャツォ（聖主、穏やかな栄光、憐れみ深い、信仰の護持者、智慧の大海）と名付けられた。

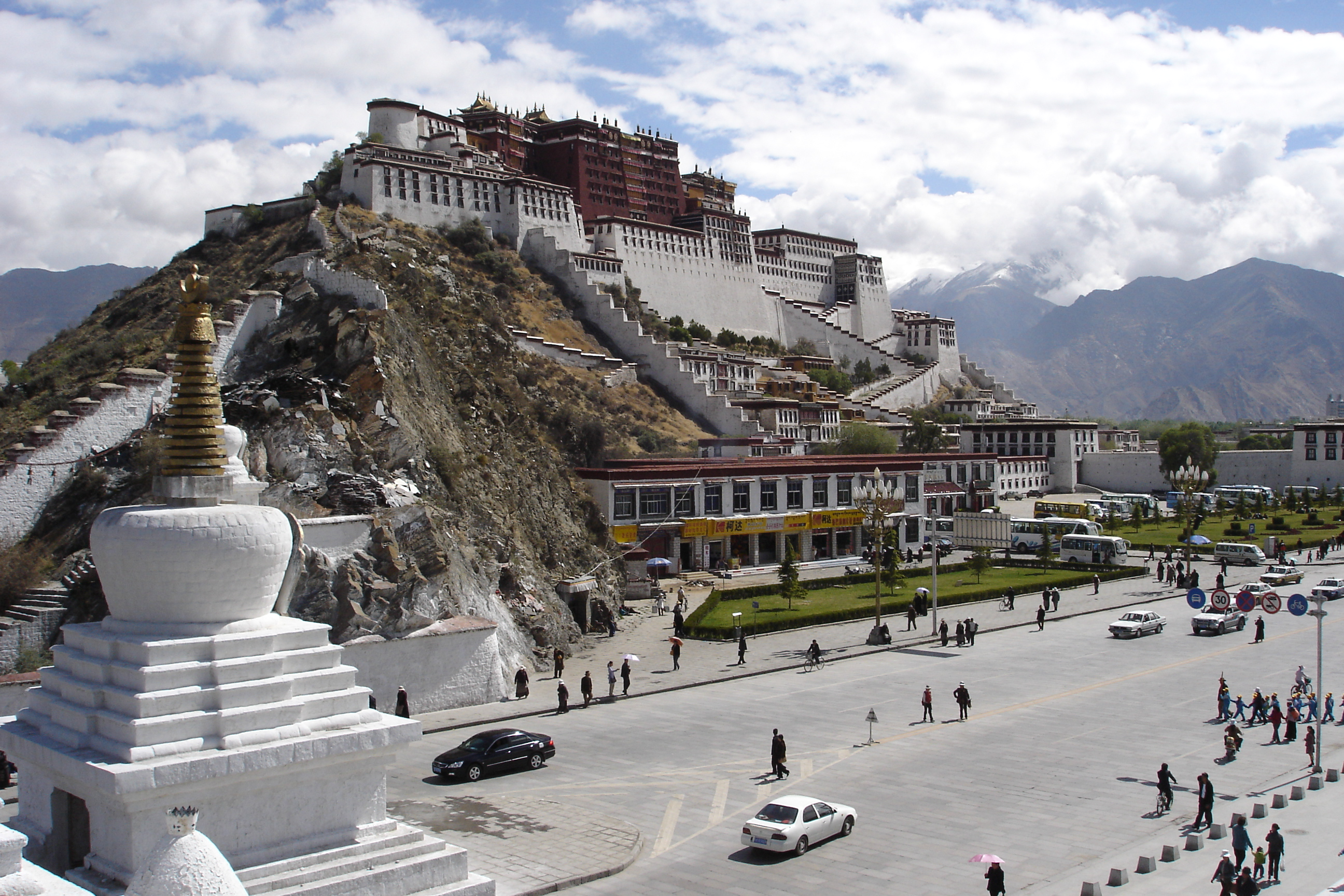
UNESCOに登録されたラサのポタラ宮殿

1939年の夏、ラサに向けてチベット政府の捜索隊らおよび両親や兄弟らとともに3ヶ月かけて移動。ダライ・ラマの夏の離宮であるノルブリンカ（宝石の庭園の意）に入った。1940年冬、ポタラ宮殿に移動し、チベットの精神的指導者の座に正式に就任、ラサのジョカン寺で剃髪式、見習い僧の式が行われ、ダライ・ラマとしての手ほどきを受け始めた。ロブサン・サムテン（1つ上の兄）とともに読み書きの勉強から開始。お経の授業も開始。さらに、精神的（宗教的な）指導者としての教育と同時に、世俗的（一般社会の）指導者としての教育も受け始めた。そういった時間以外はその年齢の子供らしく活発に遊んで過ごした。8歳の時には兄ロブサンは私立学校に行き、ダライ・ラマは一人で教育を受けるようになった。姉と一緒に過ごし、ロブサンや母が時々通ってくる、という生活を送る。毎年春先にノルブリンカに移り、半年後の冬の始まりとともにポタラ宮殿に戻る、という生活を20歳まで繰り返した。少年時代にラサには10人ほどのヨーロッパ人が住んでいて、その中の一人ハインリヒ・ハラーを兄ロブサンが連れてきたことで、互いに知り合うことになった。

### チベット亡命政府の長として

チベット亡命政府の旗「雪山獅子旗」

1950年に中華人民共和国の人民解放軍がチベット東部を制圧（チャムドの戦い）、1951年に十七か条協定により全域を自国に併合。1953年に中国仏教協会の名誉会長となり、1954年に全国人民代表大会でチベット民族の代表として常務委員会副委員長に就任する。1956年には西蔵地方政府で西藏自治区籌備委員会初代主任委員に選ばれ、周恩来総理のインド訪問に同行する外交活動などを行うも、1959年にラサで中国に対する大規模なデモが発生し（1959年のチベット蜂起）、その対応に苦慮して、インド北部ダラムサラに亡命した。そこでガンデンポタン（チベット亡命政府）を樹立した後は、同政府の長としてチベットの高度な自治権の存在を訴える活動を行っている。
また、ガンデンポタンの長としてだけでなくチベット仏教の指導者としても、アメリカ、ヨーロッパ諸国、日本を始めとする世界各地をたびたび訪れ、仏教の智慧に関する講演、宗教的な対話に関する講演も活発に行っている。
現在はガンデンポタンの政治的な指導者からは引退し、その地位と権限は各地の亡命チベット人の民主的選挙によって選ばれたシキョン（政治最高指導者）が担っている。

### ノーベル平和賞受賞
1989年には、世界平和やチベット宗教・文化の普及に対する貢献が高く評価され、ノーベル平和賞を受賞した。亡命以来、中国共産党の対チベット政策にとっては最大の障害の一つで、受賞には反共的な思惑も指摘されるが、ダライ・ラマ自身が中国共産党のチベット抑圧的な政策に対する抵抗の体現者であるとともに、彼自身が一貫して非暴力思想を貫き、国際社会のチベットへの関心と同情をひきつけることに貢献している。

### カナダ名誉市民
2006年9月9日にカナダ名誉市民の称号を得た。なお、カナダの名誉市民の称号を受けるのは、南アフリカ共和国のネルソン・マンデラ前大統領に続いて2人目だった。

### パリ市名誉市民
2009年6月7日にパリのベルトラン・ドラノエ市長はダライ・ラマ14世にパリ市名誉市民の称号を授与した。

## 中華人民共和国との関係

### 中華人民共和国政府の外交との関係
ダライ・ラマ14世の訪問先が中華人民共和国と国交がある国の場合、訪問先の政府に対して、"一つの中国"を掲げている中華人民共和国国務院（=中華人民共和国政府）から外交ルートを通じて抗議が入るのが通例である。そのため、外交的配慮からダライ・ラマ14世に対する査証発給を拒否したり、もしくは発給に際して滞在中に一切の政治活動を行わない等の条件が付される場合がある。また、中華人民共和国国内でのダライ・ラマ14世の著書や写真の保有・持込は、治安当局の取締対象になる可能性が高い。
中華人民共和国国務院は、ダライ・ラマ14世が2008年開催の北京オリンピックを妨害しようとしていると非難した。中華人民共和国国務院の懸念する通り、ダライ・ラマ14世に追随する亡命チベット人による北京オリンピックへの6ヶ月間抗議運動がインドで発生したり、ダライ・ラマ14世を支持する組織の要請を受けてイギリスのチャールズ3世（当時皇太子）が北京オリンピックの開幕式を欠席するなどの事態が実際に起きている。
2012年1月7日、インドの新聞ザ・タイムズ・オブ・インディアは、西部ムンバイの警察が、中国から6人のスパイがチベット自治区からインド国内に侵入してダライ・ラマ14世を暗殺するという情報を入手、インド亡命中のダライ・ラマ14世の警備体制を強化する方針を決定したと報じた。
中国は、ダライ・ラマ14世と政治家が会見を行った国に対して、報復的な処置を取ることがある。ダライ・ラマ14世と首脳が会見した国は、その後、対中輸出が2年間にわたり平均8.1%減少することを論証した研究がある。これを「ダライ・ラマ効果」と呼ぶ。

### 2008年の動乱
2008年3月15日、中華人民共和国チベット自治区ラサ市でチベット族が漢族を襲撃し、暴徒化したチベット族が商店を略奪・放火する暴動が発生、治安当局が催涙弾等で制圧した。
第6代国務院総理温家宝は、「暴動はダライ・ラマ14世の組織的な煽動によるものだ」と非難し、ダライ・ラマ14世に対して「チベット独立を放棄し、台湾（中華民国）を不可分の中華人民共和国の領土と認めること」を条件に中華人民共和国国務院とダライ・ラマ14世との平和的な対話を呼びかけた。
これに対してダライ・ラマ14世は、暴動が自身の策動によるとの国務院の見解を否定し、事態を収拾できなくなった場合はガンデンポタン（チベット亡命政府）の最高指導者の地位を辞任することも表明するとともに、中華人民共和国国務院との平和的な対話再開に前向きな姿勢を示している。
この動乱における中国共産党によるチベットでの処置について、ダライ・ラマ14世は「文化の大虐殺に等しい」と述べた。

### インターネットでの規制対象
中華人民共和国国内では、中華人民共和国国務院のフィルタリング技術により、インターネット上でのダライ・ラマ14世に関する議論が制限、統制されている。
2009年2月に、Twitterに、ダライ・ラマ法王事務所を称するOHHDL（Office of His Holiness the Dalai Lama）名のtwitterアカウントが作られ、2万人ものフォロワーを集めたが、偽物と判明し、利用規約への違反としてtwitterよりアカウントが停止となる規制対象となった。
現在は、OHHDLの情報リンクページとしてOHHDLInfo  が復活しており、6万人（2009年7月）以上のフォロワーに対して、関連情報を提供している。同様にOHHDLInfoは、6万人以上のフォローをすることにより、ダライ・ラマ関連情報を求める人同士が相互参照できるようになっている。
2010年2月には、ダライ・ラマ14世本人が正式にTwitterのアカウントを取得したと報道された。
2018年2月、ドイツ自動車大手ダイムラー傘下のメルセデス・ベンツがインスタグラムの公式アカウントに英語で「あらゆる角度から状況を見よ、そうすればもっとオープンになれる」というダライ・ラマ14世の言葉を引用し、さらに「ダライ・ラマによる、人生への新鮮な視点で新しい週を始めよう」というキャッチコピーを浜辺に停まる白ベンツの広告に掲載したところ、中国人のインターネットユーザーから批判が殺到し、謝罪に追い込まれた。

### チベット独立を巡って
2007年10月17日に行われたアメリカ合衆国議会黄金勲章授章式のスピーチで、「チベット自治区は中華人民共和国の一部であり、あくまでも高度な自治を求めているのであってチベット独立の考えはない」ことを表明した。また、日本での講演の際は過去に毛沢東主席から「チベットの旗を私たちの赤旗の隣にいつも維持するべき」と言われたとしてその言葉をチベット支援者にも伝えたいと発言している。

### 交流関係

左から周恩来、パンチェン・ラマ10世、毛沢東、ダライ・ラマ14世、劉少奇（1955年）

中国共産党中央委員会総書記である習近平の父習仲勲と親交が深く、腕時計を贈ったことがあった。習近平に対しても腐敗撲滅や反貧困などの姿勢を評価しており、習近平は一時はチベット亡命政府に中国との和解を打診したと報じられ、ダライ・ラマ14世はチベットに高度な自治権を与えようとする習近平を中国国内の強硬派が阻んでいるとする見解を示している。2014年に訪印した習近平がダライ・ラマ14世との面会を快諾するも対中関係を重視するインドのナレンドラ・モディ首相によって中止されたとする本がインドで出版された際は中国が提案に応じなかったとしてこれを否定した。
毛沢東を「革命の真の偉大な指導者であり、度々会見して様々なことを学んだ」とする一方で一般的に毛沢東より評価が高い周恩来は「非常にずる賢いと思った。第一印象からして大嘘つきだった」と証言している。

## 中華民国（台湾）との関係
2008年12月4日、ダライ・ラマ14世の訪台を中華人民共和国への配慮から拒否した馬英九中華民国総統に対し、王金平立法院長は「（ダライ ・ラマ14世の訪台を）宗教的な角度から見れば、台湾にとってよい事であると信じる。ダライ・ラマ14世は人々から信頼、尊敬される宗教指導者であることからも、台湾はこの問題を再考すべきだ」とダライ・ラマ14世の訪台の再検討を要望し、民主進歩党の邱議瑩立法委員は「馬英九が政権を握っている間はずっと、ダライ・ラマ14世訪台は『タイミング的に悪い』。なぜなら馬さんは中国の台湾区長に過ぎないからだ」などと馬英九中華民国総統を揶揄した。
2009年8月30日、ダライ・ラマ14世は、台風第8号の被災者を慰問するために訪台した。その際、「（訪台は）極めて非政治的なもの」として、台湾の独立問題は「われわれは台湾の分離を求めているわけではないが、台湾の運命は2000万人以上の住民の手に掛かっている」「台湾は民主主義を享受しており、わたし自身も民主主義の推進に力を注ぎたい」と語った。
ダライ・ラマ14世はこれまで1997年、2001年、2009年の3度訪台しており、「大変楽しかった台湾の旅を忘れたことはない」と4度目の訪問に意欲を示している。
2019年8月、ダライ・ラマ14世は、台湾の客家テレビの取材に応じ、台湾に対する中国からの圧力が強まっていることを「くじけてはいけない。情熱を持ち続けなさい」「民主主義と自由をもって最終的に全体主義に勝つことができる」などと述べた。
台湾の国会には、2016年に発足したチベット支援の議員連盟「台湾国会チベット連線」があり、議連の会長をフレディ・リムが務めており、その他にも民主進歩党、中国国民党、台湾基進、時代力量の議員が多数加わっている。「台湾国会チベット連線」は、ダライ・ラマ14世の訪台を目指しており、2020年7月8日の「台湾国会チベット連線」の記者会見で、民主進歩党の洪申翰立法委員は、近年、中国共産党はチベット・香港・新疆への弾圧を強めており、台湾は圧迫される民族の側に立つと述べ、チベットが一日も早く自由を取り戻すことを願うと述べ、記者会見に招かれたチベット亡命政府の駐台代表は、威圧や脅しをかける中国に一丸となって立ち向かわなければならないと訴えた。
2020年7月6日、ダライ・ラマ14世は85歳の誕生日を迎えるにあたり、台湾の支持者に宛てたビデオメッセージで「政治的状況の変化に伴い、再び台湾を訪問することができるかもしれない。何が起ころうとも、私の心はあなた方と共にある」と台湾訪問への意欲を示し、これに対して外交部は、ダライ・ラマ14世が台湾を訪問する場合は歓迎すると述べた。
2021年7月6日に蔡英文中華民国総統は、ダライ・ラマ14世の86歳の誕生日にあたり、SNSを通じて誕生日を祝し「（新型コロナウイルス感染症の）大流行が続く中、互いに助け合うため活動することがなぜ重要かを教えてくれたことに感謝したい」と伝えた。

## アメリカ合衆国との関係

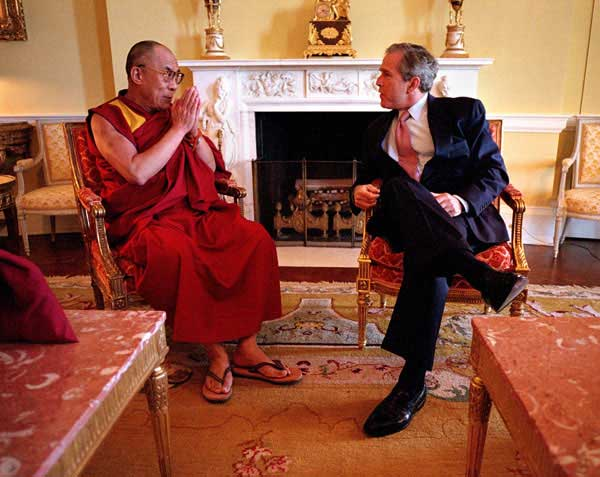
ダライ・ラマ14世とアメリカのジョージ・ブッシュ大統領（2001年）

### 米国議会との関係
2007年10月17日、米国議会から議会名誉黄金勲章を授与された。ジョージ・ウォーカー・ブッシュ第43代大統領も授章式に同席した。中華人民共和国政府はこれに対し、米中関係に悪影響を及ぼすとして強く反発した。
2008年3月21日には、米国議会下院議長のナンシー・ペロシが他の下院議員9名を伴ってインドのダラムサラを訪問し、ダライ・ラマ14世と会談した。米国議会黄金勲章授与でも大きな役割を果たしたペロシは、同月に発生したチベット自治区での暴動と中国政府の治安当局による催涙弾や銃火器による暴徒制圧への国際調査団への派遣、ならびに中華人民共和国政府との平和的対話の再開に関して、ダライ・ラマ14世への支持を表明した。

### CIAとの関係
1998年10月2日、ダライ・ラマ14世側はCIAから170万米ドルにのぼる資金援助を1960年代に受けていたことを認めた。援助資金は、志願兵の訓練や対中華人民共和国戦用のゲリラへの支払に費やされた。またダライ・ラマ14世への助成金は、スイスや米国での事務所設立や国際的なロビー活動にも充てられた。長年にわたってチベット独立運動を支援したCIAの秘密工作は、中華人民共和国・ソビエト連邦などの共産圏を弱体化させる目的の一環でもあった。

### バラク・オバマとの関係
2010年2月18日、バラク・オバマ米大統領と会談した（同日、ヒラリー・クリントン国務長官とも会談）。会談でオバマは、「チベットの宗教や文化、言語のアイデンティティーを守ることを強く支持する」と表明、両者は「前向きで協調的な米中関係が重要である」との認識で一致した。会談の翌日、ダライ・ラマは、自身が少年時代にフランクリン・ルーズベルト大統領から受け取り紛失していた書簡の複製を、前日の会談の際に贈呈されていたことを公表した。

### ドナルド・トランプ政権
2019年11月、ドナルド・トランプ政権で国際的な信教の自由問題を担当するサム・ブラウンバック特使と会談。ダライ・ラマ後継者の問題について長時間話し合った。アメリカ側は、次期指導者は中国政府ではなくチベット仏教徒らが選ぶことを根本として、世界的な支持を取り付ける方法を探っていると伝えた。ブラウンバックは、帰国後、国連がこの問題に対処してくれることを願うと語っている。
2020年12月27日、アメリカ議会は「チベット政策支援法」を可決。14世の後継者の擁立に介入する中国政府や共産党幹部に対し、制裁や「適切な措置」を取ることを定めた。成立時期は2020年アメリカ合衆国大統領選挙が終わり、次期大統領としてジョー・バイデンが就任することが確定した時期ではあったが、超党派の賛成により可決された。

### ジョー・バイデン政権
2021年7月6日、アントニー・ブリンケン国務長官は、ダライ・ラマ14世の86歳の誕生日にあたり、「6日ダライ・ラマ聖下（His Holiness）が86回目の誕生日に迎えるに際し、ご多幸を祈り、謹んで喜びを申し上げる」「ダライ・ラマの謙虚・慈悲・理解に対するメッセージは世界の人々へのインスピレーションになる」という声明を発表した。

## インドとの関係
1959年3月31日に、ジャワハルラール・ネルー初代首相はダライ・ラマ14世のインドへの亡命を受け入れた。1959年10月20日に開始された中印国境戦争以後もダライ・ラマ14世を保護し続け、インド北部のダラムサラにガンデンポタン（チベット亡命政府）と多数の亡命チベット人を今日まで受け入れてきた。
2004年10月20日にマンモハン・シン第13代首相は、会談の際インド国内でのダライ・ラマ14世の政治活動を認めないと表明した。さらに、2008年にシブシャンカール・メノン外務次官は、ダライ・ラマ14世はインドを拠点に反中華人民共和国活動をしないことを約束している客人であると述べている。
2021年7月6日にナレンドラ・モディ首相は、ダライ・ラマ14世の86歳の誕生日にあたり、誕生日を祝う電話をかけたことを公表した。モディは、SNSを通じて「ダライ・ラマ14世の86歳の誕生日を祝うため彼と電話で話した」として、「今後も末永く健康でいられるよう祈願したい」と伝えたことを明かした。2020年、インドと中国の係争地域で死者の出る衝突が起こった際、ダライ・ラマ14世の誕生日にメッセージを送らなかったことを野党から「中国の顔色をうかがい過ぎている」と批判されており、今回の交流を誇示したのは、中国に対する国内の強硬世論を意識したものとみられる。

## 欧州諸国との関係

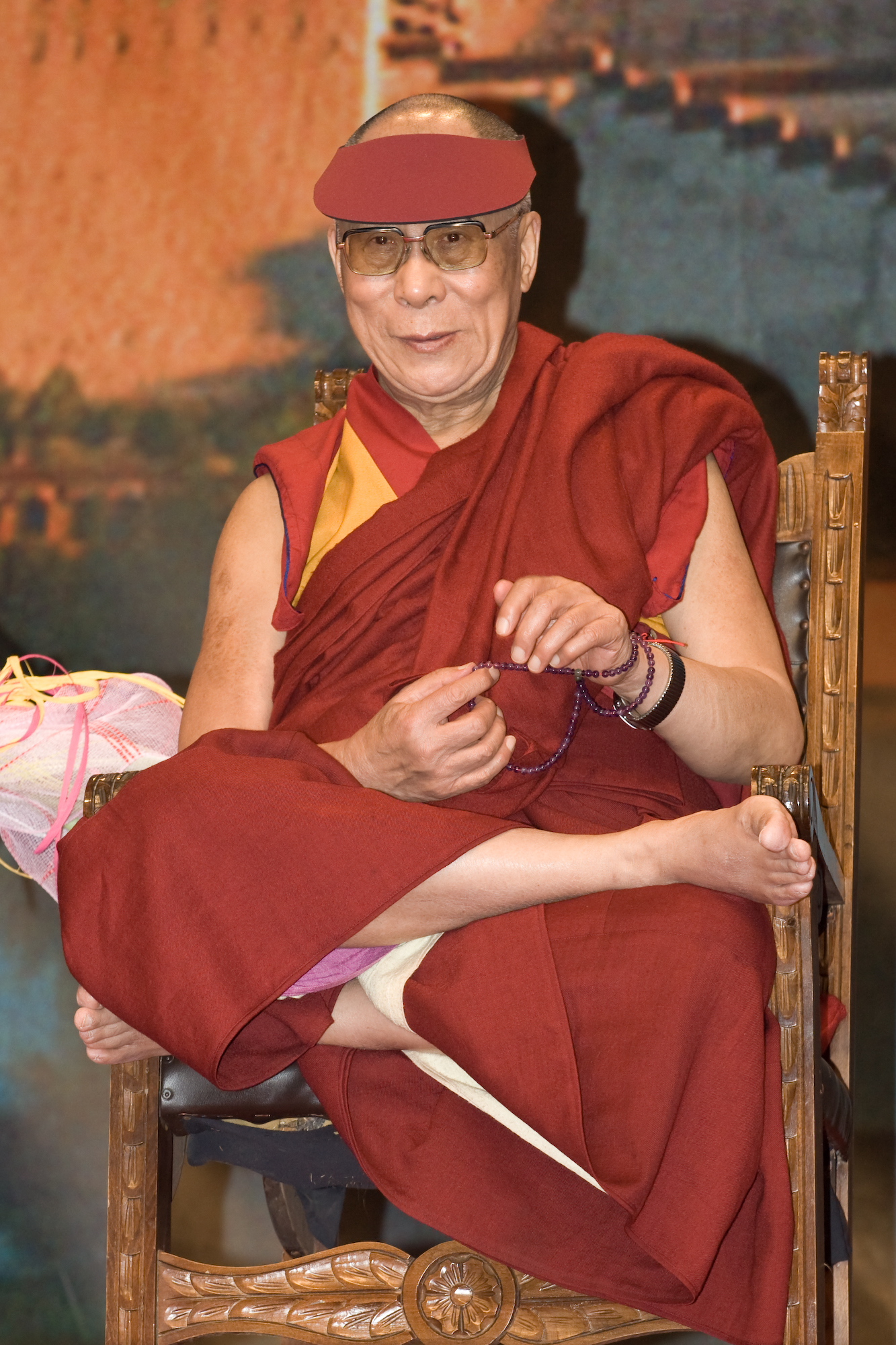
コローニョ・モンツェーゼ滞在中のダライ・ラマ14世（2007年12月、イタリア）

2006年5月30日に、欧州連合本部（当時：ブリュッセル）で開催された宗教指導者を集めた基本権と相互尊重に関する会議に参加した。
イギリス政府は、中華人民共和国との国交関係を元に、同国が掲げる"一つの中国"の政策を掲げており、ゴードン・ブラウン第74代首相が対中関係強化を図っている一方で、王室のチャールズ3世は、ダライ・ラマ14世と長年にわたる親交で知られている。
2007年9月に、ダライ・ラマ14世はドイツ連邦共和国のアンゲラ・メルケル第8代首相と会談した。しかし、中華人民共和国政府が抗議したため2008年2月15日に温家宝第10代国務院総理とメルケル首相との間で関係修復が図られ、メルケル首相は、中華人民共和国の掲げる"一つの中国"の外交政策を堅持するとともにチベット独立不支持を言明するに至った。

## 国際連合との関係
ダライ・ラマ14世が率いるガンデンポタン（チベット亡命政府）は、現在に至るまで国際連合の加盟国ではない。国際連合は、2000年8月28日から8月30日にかけて開催した「宗教・精神指導者のミレニアム世界平和サミット」に世界の宗教指導者を1000人以上も招聘したが、ダライ・ラマ14世は招聘しなかった。しかし国際連合人権高等弁務官事務所の設立の根拠であるウィーン宣言及び行動計画を採択した世界人権会議には出席し「人権と普遍的責任」と題した演説を行った。

## ローマ教皇庁との関係
1975年には、第262代ローマ教皇パウロ6世と会談した。2007年12月には、第265代ローマ教皇ベネディクト16世と会談予定だったが、ローマ教皇庁は会談を中止した。
2023年8月現在、バチカン市国と中華人民共和国に国交は無い。

## 日本との関係

### 日本政府との関係
『一つの中国』を掲げる中華人民共和国はダライ・ラマが訪日や、日本国内において講演などを行うたびに日本政府に対し抗議を行っている。日本は1972年の日中共同声明に基づき、『一つの中国』を尊重する立場をとっているが、中華人民共和国への配慮としてダライ・ラマに対し日本国内で政治活動をしない等の条件を課すものの、入国許可は何度も行っている。
2008年4月、訪米の途上で成田空港へ立ち寄った際、安倍晋三前首相(当時)の妻・昭恵夫人と会談を行った。
また、日本の議員連盟であるチベット問題を考える議員連盟とも交流があり2005年のダライ・ラマ法王の来日時は、第44回衆議院議員総選挙の選挙期間中だったが、当時衆議院議員であった牧野聖修は議員連盟を代表して法王の送迎、東京での歓迎パーティー出席、伊勢神宮参拝などのアテンド役を務め、2009年11月1日、牧野、五十嵐文彦らが東京のホテルでダライ・ラマ14世と会談した。鳩山由紀夫首相はスケジュール上の都合を理由として同席しなかったが、「（ダライ・ラマに）再びお会いできることを願っている」とするメッセージを贈った。ダライ・ラマ14世はこのメッセージに謝意を表し、鳩山の首相就任を祝すとともに、鳩山が提唱する「東アジア共同体」構想に賛意を示した。

### 日本の宗教との関係
オウム真理教の麻原彰晃とは亡命先のインドで 1987年2月24日と1988年7月6日に会談した。またダライ・ラマ14世は、オウム真理教から布施の名目で1億円にのぼる巨額の寄付金を受領しており、1989年にオウム真理教が東京都で宗教法人格を取得した際には、ダライ・ラマ14世は東京都に推薦状を提出してオウム真理教を支援した。
なお、麻原をインドに最初に紹介したのはペマ・ギャルポであるが、数カ月もしないうちに麻原の問題点に気づき、麻原とはかかわらないようにとダライ・ラマ法王庁に上申している。これに怒った麻原は雑誌や本などでペマを批判した。後に麻原はオウム事件を起こすに至るが、ペマは大阪国際宗教同志会平成11年度総会記念講演にて「幸いにして、麻原さんが怒って、私のことを悪く書いて下さったもんですから、助かりました。本当のことを言って……」と回想している。
1984年5月に日本武道館にてオーラの祭典として阿含宗の桐山靖雄と共に護摩法要を行った。
1998年4月に京都で念仏宗無量寿寺が主催した「第1回全世界佛教興隆会議」に参加した。また、念佛宗無量寿寺は布施として2億円をダライ・ラマ14世へ寄付したと『週刊朝日』が報じた。
2008年11月、東京都内で善光寺の若麻績信昭寺務総長らと面会。善光寺がチベット問題への憂慮などを理由として、2008年北京オリンピックの聖火リレーの出発地を辞退したことについて「チベットを代表してお礼を申し上げる」と述べ、感謝の印として、高さ約21センチの金銅製の仏像「釈迦如来坐像」を贈った。善光寺は2009年3月6日、この仏像を翌3月7日から一般公開することを発表した。
四国地区仏教会連合の招きで来日中の2009年11月2日に愛媛県新居浜市の萩生寺において、ガンデンポタン（チベット亡命政府）樹立50周年およびノーベル平和賞受賞20周年を記念して日本で初めて建立されたナムゲル・チュールテン（チベット式仏塔）の開眼法要に参加した。また同年10月31日には東京都千代田区の日本外国特派員協会で在日外国人記者を相手に記者会見を行った。
東日本大震災の供養のため、2011年4月29日に護国寺（東京都文京区）にて四十九日特別慰霊法要を行った。また、同年10月30日に舞洲アリーナ（大阪府大阪市）、10月31日～11月3日に高野山大学松下講堂黎明館（和歌山県高野町）、11月5日に西光寺（宮城県石巻市）および孝勝寺（宮城県仙台市）、11月6日に聖和学園高等学校（宮城県仙台市）および日本大学工学部体育館（福島県郡山市）にて講演（石巻では慰霊供養と挨拶）を行った。2014年4月8日に東京エレクトロンホール宮城（宮城県仙台市）で開催された「東日本大震災および原発事故被災者のための 神道 復興祈願慰霊の会」にも参列して冥福を祈った。

### その他
来日した際にコンビニエンスストアを訪れ、好物の紅茶花伝を飲んでくつろぐ姿が何度も撮影されている。

## チベット仏教内の関係
ダライ・ラマはチベット仏教の中の一宗派であるゲルク派の事実上の領袖であり、チベット仏教にはゲルク派以外にもいくつかの宗派があるが、現在、ダライ・ラマはゲルク派の最高指導者ではなくチベット仏教の最高指導者であると言われ、チベット仏教の法王であるとも言われている。現に全宗派の管長はダライ・ラマ14世によって認定されている。ゲルク派以外でも、亡命チベット人のソギャル・リンポチェ（ニンマ派）は現在のダライ・ラマである14世をチベット仏教の最高の長とみなしている。ただし、近代以前のチベットの宗教と社会を研究している社会人類学ジェフリー・サミュエルは、歴史的にはチベット仏教のいずれの宗派も、ゲルク派を除けば統一的な組織構造をもつ教団があったとは言い難く、ゲルク派にしても、代表者たるダライ・ラマと諸寺院の力関係は時期によって異なり、完全にダライ・ラマによって統率された組織ではなかったとして、ダライ・ラマ14世が亡命後に得たチベット人全体の政治的・宗教的指導者としての立場はそれまでのダライ・ラマとは異なるとしている。
また、14世はゲルク派の教えのみならず、チベット仏教の超宗派運動の精神を20世紀前半に体現したジャムヤン・ケンツェ・チューキ・ロドゥーの直弟子などからニンマ派やカギュ派の教えも受け継いでおり、ジャムヤン・ケンツェ・チューキ・ロドゥーの弟子であるソギャル・リンポチェは、ダライ・ラマ14世はチベット仏教の全宗派のさまざまな領域において権威者であるとして敬意を表している。このように多分に超宗派的な活動を行っているダライ・ラマ14世は、亡命チベット人をまとめ上げる結節点となっており、さまざまな宗派に属する亡命チベット人が政治的な観点から14世の地位を認め、その下に結集している。しかしその超宗派的姿勢がゲルク派内の一部の保守層の反発を招いたことに加えて、ゲルク派の護法尊ドルジェ・シュクデンを祀ることに公然と反対したことから、ゲルクの主流派から分離したシュクデン派による争議が起こった（シュクデンおよびシュクデン問題を参照）。

### パンチェン・ラマ10世との関係
北京週報の李栄霞は、ダライ・ラマ14世の故郷タクツェル村への訪問記の中で、以下のように報道した。
1989年1月28日、パンチェン・ラマ10世が円寂した。この時、中国仏教協会は追悼式への出席をダライ・ラマ14世に特別要請したものの、ダライ・ラマ14世はこれを拒絶した。

### カルマパ17世の保護
2000年にチベット自治区からインドに逃亡したカギュ派の活仏カルマパ17世を保護した。

## 後継者に関する論議
ダライ・ラマ14世が高齢になったことから後継者について論議がある。本来ならば死去に伴い転生者の特定を任務とする高僧らの助言により予言に基づいて後継者探しが行われ、複数の候補の中から予言に合致するふさわしいと思われる人間が絞られていく。最後にダライ・ラマ14世が承認したパンチェン・ラマ11世が転生者を認定するのだが、中華人民共和国当局により連行されて行方不明のために、指名もしくは選挙によってゲルク派のしかるべき高位の僧に次期指導者の地位を委ねる旨を示唆している。近年、中国政府は、次のダライ・ラマを選定する権利があるのは事実上彼らであるかのような主張を行っている。これを防ぐため、現在のダライ・ラマはむしろ転生制度の廃止を示唆しているともされる。
ダライ・ラマ14世は自らは生身の一人の人間であり、そして仏教の一僧侶であって、もし「あなたは仏(some Buddha)のような何かしらの高次の存在(some higher being)の生まれ変わり(reincarnation)か」と問われれば、自分はそれに「いいえ(No)と答える」 と、CNN の Christiane Amanpourとのインタビューの中で述べている。
また、中華人民共和国国務院が2007年9月1日に転生を届出ならびに許可制とする「チベット仏教活仏転生管理弁法」を施行し、活仏の「転生霊童」の認定にあたっては国家宗教事務局への事前申請ならびに許可を必要とすると定めた。すなわち、中華人民共和国国務院の許可がない活仏は違法で無効とされるとしている。
2025年7月2日、自身の90歳の誕生日を前に公開されたビデオメッセージにおいて、自身の後継者の選び方について、輪廻転生制度を継続することを発表した。また、後継者を決める権利は、自身の設立した財団にのみあるとし、「他のいかなるものも干渉する権利はない」としている。また、同年3月に出版した自伝の中では、「後継者は中国以外の自由な世界で生まれる」とし、中国外から選ばれる可能性を示唆している。

## 科学との関係
ダライ・ラマ14世は1983年の国際会議で神経科学者フランシスコ・バレーラと出会い、“科学と宗教の対話”という共通の関心事に基づいて1986年から「精神と生命会議」を共同で始めた。以後、同会議は2010年までに18回を数え、脳科学・生命科学から量子力学、宇宙物理学など幅広いジャンルの科学者200人以上と対話が続けられている。この会議を母体に「精神と生命研究所」(Mind&Life Institute)が設立され、ここからダライ・ラマ14世と科学者との対話なども出版されている。

## 映画

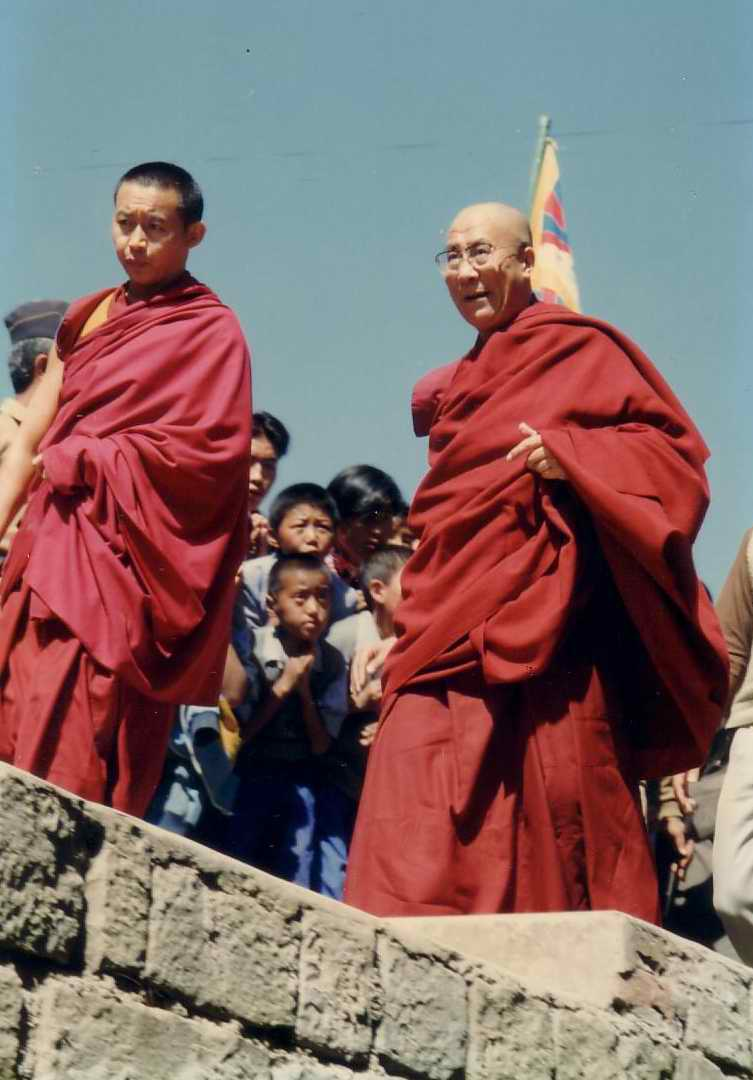
ダライ・ラマ14世（1994年）

いずれもダライ・ラマ14世の側から描かれているため、中華人民共和国支配下のチベットでの撮影が行えず国外で撮影されている。
- 『クンドゥン』（1997年・アメリカ）

マーティン・スコセッシが、映画史上初めてダライ・ラマ14世の半生を描いた作品。ダライ・ラマの転生者である少年（後の14世）の発見、彼の成長とチベットを脱出してインドへ亡命するまでの22年間を、歴史的事実に即して描く。
- 『セブン・イヤーズ・イン・チベット』（1997年・アメリカ）

若き日のダライ・ラマ14世と登山家ハインリヒ・ハラーとの交流を描いた。
- 『ダライ・ラマ14世』 (2015年・日本)[124]

来日時、質問者に真剣にそしてユーモアを交えて答えるダライ・ラマ14世の姿と、チベット文化とチベット仏教の根付いた地、インドのダラムサラとラダックの取材を通して、ダライ・ラマ14世の素顔、そしてチベット問題の本質に迫っていくドキュメンタリー。監督は光石富士朗、ナレーションを柄本佑。EEDとして映画監督の山谷亨が参加している。

## マルクス主義について
若い頃にはチベットの経典やナショナル ジオグラフィックなどの歴史や天文学の本の他にマルクスとレーニンの本も読み、中国共産党への入党を希望していた時期もあったことを明かしている。マルクス主義の「平等な分配」の考えに同意しているが、マルクス主義の極めて物質主義的な観点から人の生存をとらえるという部分は唯一の欠点であるとし、その点については同意していない。自分を「マルクス主義者」とし、「半・マルクス主義者」と呼んでも構わないと語っており、仏教と純粋なマルクス主義が融合した場合には、それが有効な施政方法となることを確信していると述べている。

## 受賞等
- 名誉博士号(2018年、麗澤大学[129])
- 名誉博士号（2006年、ニューヨーク州立大学バッファロー校）[130]
- 議会名誉黄金勲章（2007年10月17日、アメリカ合衆国議会）
- Honorary Doctorate in chemistry and pharmacy from University of Münster on 20 September, 2007
- Honorary Doctorate from Southern Cross University on 8 June, 2007
- Presidential Distinguished Professorship from Emory University in February 2007.
- Honorary Doctorate in Doctor of Humane Letters|Humane Letters conferred by the State University of New York at Buffalo in September 2006.
- Honorary citizenship of Canada in 2006.
- Honorary citizenship of Ukraine, during the anniversary of the Nobel Prize on 9 December, 2006 in Mc Leod Ganj.
- United States Congressional Gold Medal on 27 September 2006
- Key to New York City from Mayor Michael Bloomberg|Bloomberg on 25 September, 2005
- Jaime Brunet Prize for Human Rights on 9 October, 2003
- Hilton Humanitarian Award on 24 September, 2003
- International League for Human Rights Award on 19 September, 2003
- Life Achievement Award from Hadassah Women's Zionist Organization on 24 November, 1999
- Roosevelt Four Freedoms Award from the Franklin and Eleanor Roosevelt Institute on 4 June, 1994
- World Security Annual Peace Award from the New York Lawyer's Alliance on 27 April, 1994
- Berkeley Medal from University of California, Berkeley, on 20 April, 1994
- Peace and Unity Awards from the National Peace conference on 23 August, 1991
- Earth Prize from the United Earth and U.N. Environmental Program on 5 June, 1991
- Advancing Human Liberty from the Freedom House on 17 April, 1991
- Le Prix de la Memoire from the Fondation Danielle Mitterrand on 4 December, 1989
- Raoul Wallenberg Human Rights Award from the Congressional Rights Caucus Human Rights on 21 July, 1989
- Key to the city|Key to Los Angeles from Mayor Tom Bradley|Bradley in September 1979.
- Key to San Francisco from Mayor Dianne Feinstein|Feinstein on 27 September, 1979

## 家族
- 兄にチベット亡命政府議会元議長だったギャロ・トゥンドゥプがいる。2025年2月8日にインド東部の西ベンガル州で97歳で死去した[131]。

## 著書
- 日高一輝 訳『わがチベット ダライ・ラマ自叙伝』講談社、1963年3月25日。NDLJP:2984140。
  - 木村肥佐生 訳『チベットわが祖国 ダライ・ラマ自叙伝』亜細亜大学アジア研究所、1986年1月。NDLJP:12223781。、中公文庫 1989・改版2001・新版2015
- 山際素男訳 『ダライ・ラマ自伝』文藝春秋、1992、文春文庫 1996
- 『チベット仏教の概要』日高一輝訳 チベット文化研究会 1978
- 日高一輝 訳『この悲劇の国、わがチベット ダライ・ラマ自伝』蒼洋社、1979年3月。NDLJP:12223400。
- ペマ・ギャルポ・椎名潤 訳『仏教のこころ ダライ・ラマ法話集』講談社、1984年5月。NDLJP:12284478。
- 『智慧の眼』菅沼晃訳 けいせい出版 1988
- 『愛と非暴力 ダライ・ラマ仏教講演集』三浦順子訳 春秋社 1990
- 『ダライ・ラマ 平和の哲学』斎藤巌, 斎藤保高訳 ダライ・ラマ法王日本代表部事務所 1992
- 『ダライ・ラマ「死の謎」を説く 輪廻転生-生命の不可思議』大谷幸三編訳 クレスト社 1994、徳間文庫 1999、角川ソフィア文庫 2008
- 『ダライ・ラマ 慈悲の教え』山際素男訳 ダライ・ラマ法王日本代表部事務所 1994
- 『空と縁起 人間はひとりでは生きられない』大谷幸三訳 同朋舎出版 1995　のち学研M文庫
- 『心と生命 <心の諸科学>をめぐるダライ・ラマとの対話 徹底討議』フランシスコ・J.ヴァレーラ,ジェレミー・W.ヘイワード編著 山口泰司,山口菜生子訳 青土社 1995
- 『ダライ・ラマの仏教入門 心は死を超えて存続する』石浜裕美子訳 光文社 1995、同知恵の森文庫　2000
- 『ダライ・ラマの密教入門 秘密の時輪タントラ灌頂を公開する』石浜裕美子訳 光文社 1995、同知恵の森文庫 2001
- 『私たちのゆくえ 心のはしらを探して』ペマ・ギャルポ監訳 ベストセラーズ ワニの選書 1995
- 『宇宙のダルマ』永沢哲訳 角川書店 1996
- 『ダライ・ラマの仏教哲学講義 苦しみから菩提へ』福田洋一訳 大東出版社 1996
- 『ダライ・ラマ生き方の探究』ゲシェー・ソナム・ギャルツェン・ゴンタ,藤田省吾共訳 春秋社 1997
- 『ダライ・ラマ瞑想入門 至福への道』ゲシェー・ソナム・ギャルツェン・ゴンタ監訳 鈴木樹代子訳 春秋社 1997
- 『瞑想と悟り チベット仏教の教え』柴田裕之訳 日本放送出版協会 1997
- 『ダライ・ラマ、イエスを語る』中沢新一訳 角川書店 1998
- 『ダライ・ラマ死をみつめる心』ハーディング祥子訳 春秋社 1999
- 『ダライ・ラマ他者と共に生きる』田崎國彦,渡邉郁子訳 春秋社 1999
- 『ダライ・ラマ日々の瞑想』三浦順子訳 講談社 1999
- 『幸福論』塩原通緒訳 角川春樹事務所 2000
- 『ダライ・ラマが語る 母なる地球の子どもたちへ』ジャン=クロード・カリエール共著 新谷淳一訳 紀伊國屋書店 2000
- 『ダライ・ラマこころの育て方』ハワード・C.カトラー共著 今井幹晴訳 求龍堂 2000
- 『ダライ・ラマ智慧と慈悲 来日講演集』マリア・リンチェン訳 春秋社 2000
- 『ダライ・ラマ365日を生きる智慧』レーヌカ・シン編 谷口富士夫訳 春秋社 2001
- 『ダライ・ラマ幸福になる心』山際素男訳 春秋社 2001
- 『ダライ・ラマ至高なる道』谷口富士夫訳 春秋社 2001
- 『ダライ・ラマ智慧の眼をひらく』菅沼晃訳 春秋社 2001
- 『ダライ・ラマ〈心〉の修行』マリア・リンチェン訳 春秋社 2002
- 『幸福と平和への助言』今枝由郎訳 トランスビュー 2003
- 『幸せに生きるために ダライ・ラマが語る15の教え』塩原通緒訳 角川春樹事務所 2003　「世界平和のために」文庫
- 『ダライ・ラマ14世法王の政治哲学 スピーチ・著作集より 第1巻』A.A.シロマニー編 ペマ・ギャルポ監訳 山本長一 [ほか]訳 万葉舎 2003
- 『ダライ・ラマ怒りを癒す』三浦順子訳 講談社 2003
- 『ダライ・ラマ、生命と経済を語る』ファビアン・ウァキ共著 中沢新一,鷲尾翠訳 角川書店 2003
- 『ダライ・ラマゾクチェン入門』宮坂宥洪訳 春秋社 2003
- 『ダライ・ラマ大乗の瞑想法』クンチョック・シタル監訳 鈴木樹代子訳 齋藤保高原典訳 春秋社 2003
- 『なぜ人は破壊的な感情を持つのか』ダニエル・ゴールマン共著 加藤洋子訳 アーティストハウスパブリッシャーズ  2003
- 『Love?愛ってなんだろう』マリア・リンチェン同時通訳 マーブルトロン 2004
- 『ダライ・ラマ死と向きあう智慧』ジェフリー・ホプキンス編 ハーディング祥子訳 地湧社 2004
- 『ダライ・ラマ慈悲の力 来日講演集』マリア・リンチェン訳 春秋社 2004
- 『ダライ・ラマ般若心経入門』トゥプテン・ジンパ編　宮坂宥洪訳 春秋社 2004
- 『ダライ・ラマ法王の実践幸福論』ロスアルトス・スタディー・グループ編著 ペマ・ギャルポ訳 あ・うん 2005
- 『抱くことば』グレート・ザ・歌舞伎町写真 イースト・プレス 2006
- 『思いやり』マリア・リンチェン訳 サンマーク出版 2006
- 『思いやりのある生活』沼尻由起子訳 光文社知恵の森文庫 2006
- 『素顔のダライ・ラマ』ビクター・チャン共著 牧内玲子訳 春秋社 2006
- 『ダライ・ラマが語る般若心経』大谷幸三文 角川学芸出版 2006
- 『ダライ・ラマ科学への旅 原子の中の宇宙』伊藤真訳 サンガ 2007　のち新書
- 『ダライ・ラマハートフル・メッセージ』鈴木樹代子訳 春秋社 2007
- 『ヒューマン・バリュー 人間の本当の値打ちとは』宮坂宥洪編訳 マリア・リンツェン原訳 四季社 2007
- 『ダライ・ラマのビジネス入門 「お金」も「こころ」もつかむ智慧!』ローレンス・ファン・デン・ムイゼンバーグ共著 岩木貴子訳 マガジンハウス 2008
- 『ダライ・ラマ平和のために今できること』北川知子訳 ダイヤモンド社 2008
- 『ダライ・ラマ未来への希望 来日講演集』マリア・リンチェン訳 大蔵出版 2008
- 『ゆるす言葉』野町和嘉写真 イースト・プレス 2008
- 『環境について語る』ダライ・ラマ法王日本代表部事務所 2009
- 『心の平和』マリア・リンチェン訳 サンマーク出版 2009
- 『ダライ・ラマこころを導く言葉365』瀧川郁久訳 春秋社 2009
- 『ダライラマ真実の肖像』クロディーヌ・ベルニエ=パリエス文 神田順子訳 二玄社 2009
- 『ダライ・ラマ実践の書』ジェフリー・ホプキンズ編 宮坂宥洪訳 春秋社 2010
- 『ダライ・ラマ スピリチュアル・メッセージ』クンチョック・シタル, 阿門朋子訳 春秋社 2010
- 『ダライ・ラマの「中論」講義第18・24・26章』マリア・リンチェン訳 大蔵出版 2010
- 『いのちの言葉 3・11後の日本へ-』写真:篠山紀信 世界文化社 2011
- 『ダライ・ラマ希望のことば フォト・メッセージ』薄井大還写真 春秋社 2011
- 『ダライ・ラマこころの自伝』ソフィア・ストリル=ルヴェ編 ルトランジェ治美訳 春秋社 2011
- 『ダライ・ラマ宗教を語る』三浦順子訳 春秋社 2011
- 『ダライ・ラマの般若心経 日々の実践』マリア・リンチェン訳 三和書籍 2011
- 『夜明けの言葉』三浦順子訳 松尾純写真 大和書房 2011
- 『傷ついた日本人へ』新潮新書 2012
- 『ダライ・ラマ宗教を越えて 世界倫理への新たなヴィジョン』三浦順子訳 サンガ 2012
- 『ダライ・ラマ珠玉のことば108 心の平安を得るための仏教の知恵』カトリーヌ・バリ編 前沢敬訳 福田洋一監修 武田ランダムハウスジャパン 2012
- 『ダライ・ラマ法王、フクシマで語る 苦しみを乗り越え、困難に打ち勝つ力』下村満子企画・監修 大和出版 2012
- 『ダライ・ラマ法話 文殊の智慧による救い』クンチョック・シタル,阿門朋子訳 薄井大還撮影 春秋社 2012
- 『ダライ・ラマ誰もが聞きたい216の質問』ラジーヴ・メロートラ編 瀧川郁久訳 春秋社 2013
- 『ダライ・ラマ般若心経を語る』大谷幸三取材・構成 角川ソフィア文庫 2013
- 『思いやること こころを育てるための小さなコツ』ジェフリー・ホプキンス編 長澤あかね訳 東洋出版 2014
- 『心を見つめる言葉』黒輪篤嗣訳 飛鳥新社 2014
- 『ダライ・ラマ『菩提心の解説』』マリア・リンチェン訳 大蔵出版 2015

### 日本人との共著
- 『目覚めよ仏教! ダライ・ラマとの対話』上田紀行共著 日本放送出版協会 NHKブックス 2007、講談社文庫　2010
- 『優しい人になろう』村田吉廣共著 講談社 2009
- 『ダライ・ラマ「語る」』相馬勝共著 小学館101新書 2010
- 『ダライ・ラマ法王に池上彰さんと「生きる意味」について聞いてみよう』池上彰共著 講談社 2010
- 『空の智慧、科学のこころ』茂木健一郎共著 マリア・リンチェン訳 集英社新書 2011
- 『こころを学ぶ ダライ・ラマ法王仏教者と科学者の対話』村上和雄,志村史夫,佐治晴夫,横山順一,米沢富美子,柳沢正史,矢作直樹,河合徳枝共著 講談社 2013
- 『これからの日本、経済より大切なこと』池上彰共著 飛鳥新社 2013
- 『小さないじわるを消すだけで』よしもとばなな共著 幻冬舎 2014

### 雑誌掲載の文章
- 「成田会見全文掲載」季刊誌『ジッポウ』6号（2008夏号）特集「平和なれチベット」ダイヤモンド社、2008年
  - 2008年4月にアメリカ渡航の際の経由地成田空港での記者会見の内容。

### 歌詞
- 虐待を受けている子供に向けて彼が書いた『Never Give Up』にピーター・ヤローが曲をつけた[132]。

## 関連文献

### 文献資料 (仏教解説書)
哲学書、人生論 等々（共著形式も含む）
- 菅沼晃・訳『大乗仏教入門』白帝社、1980、ISBN 4-89174-124-4
- 椎名潤・訳ペマ・ギャルポ『仏教のこころ―ダライ・ラマ法話集』講談社、1984、ISBN 4-06-201282-0
- 菅沼晃・訳『智慧の眼』けいせい出版、1988、ISBN 4-87444-366-4
- 『素顔のダライ・ラマ14世』ぎょうせい、1990、ISBN 4-324-02071-X
- 三浦順子・訳『愛と非暴力―ダライ・ラマ仏教講演集』春秋社、1990、ISBN 4-393-13311-0、ISBN 4-393-13330-7
- 大谷幸三・訳『ダライ・ラマ「死の謎」を説く―輪廻転生 生命の不可思議』クレスト社1994 ISBN 4-87712-017-3、徳間書店 1999 ISBN 4-19-891068-5、ザ・マサダ2000 ISBN 4-88397-022-1
- 石濱裕美子・訳『ダライ・ラマの仏教入門―心は死を超えて存続する』光文社、1995、ISBN 4-334-97096-6、光文社 2000 ISBN 4-334-78005-9
- 大谷幸三・訳『空と縁起―人間はひとりで生きられない』同朋舎出版、1995、ISBN 4-8104-2244-5
- 椎名潤、三浦順子・訳『私たちのゆくえ―心のはしらを探して』ベストセラーズ、1995、ISBN 4-584-19121-2
- 石濱裕美子・訳『ダライ・ラマの密教入門―秘密の時輪タントラ灌頂を公開する』光文社、1995、ISBN 4-334-97112-1、光文社2001 ISBN 4-334-78071-7
- フランシスコ・J・ヴァレーラ, ジェレミー・W・ヘイワード編著; 山口泰司, 山口菜生子・訳 『心と生命 ―「心の諸科学」をめぐるダライ・ラマとの対話 -徹底討議- 』青土社、1995、ISBN 4-7917-5382-8
- 福田洋一・訳『ダライ・ラマの仏教哲学講義―苦しみから菩提へ』大東出版社、1996、ISBN 4-500-00627-3
- 永沢哲・訳『宇宙のダルマ』角川書店、1996、ISBN 4-04-791255-7
- 柴田裕之・訳『瞑想と悟り―チベット仏教の教え』日本放送出版協会、1997、ISBN 4-14-080278-2
- 鈴木樹代子・訳『ダライ・ラマ瞑想入門―至福への道』春秋社、1997、ISBN 4-393-13319-6
- 藤田省吾・訳『ダライ・ラマ 生き方の探究』春秋社、1997、ISBN 4-393-13320-X
- 中沢新一・訳『ダライ・ラマ、イエスを語る』角川書店、1998、ISBN 4-04-791294-8
- 田崎国彦、渡邉郁子・訳『ダライ・ラマ他者と共に生きる』春秋社、1999、ISBN 4-393-13323-4
- 三浦順子・訳『ダライ・ラマ 日々の瞑想』講談社、1999、ISBN 4-06-208723-5
- ハーディング祥子・訳『ダライ・ラマ死をみつめる心』春秋社、1999、ISBN 4-393-13324-2
- 塩原通緒・訳『幸福論』角川春樹事務所、2000、ISBN 4-89456-190-5
- 新谷淳一・訳『ダライ・ラマが語る―母なる地球の子どもたちへ』紀伊國屋書店、2000、ISBN 4-314-00874-1
- 『ダライ・ラマ来日講演集―智慧と慈悲』春秋社、講演録 2000、ISBN 4-393-13332-3
- 谷口富士夫・訳『ダライ・ラマ 365日を生きる智慧』春秋社 2001 ISBN 4-393-13331-5、2007 ISBN 4-393-13361-7
- 菅沼晃・訳『ダライ・ラマ 智慧の眼をひらく』春秋社、2001、ISBN 4-393-13335-8
- 山際素男・訳『ダライ・ラマ 幸福になる心』春秋社、2001、ISBN 4-393-13336-6
- 谷口富士夫・訳『ダライ・ラマ 至高なる道』春秋社、2001、ISBN 4-393-13339-0
- マリア・リンチェン訳『ダライ・ラマ“心”の修行』春秋社、2002、ISBN 4-393-13342-0
- ＋ファビアン ウァキ、中沢新一及び鷲尾翠・訳『ダライ・ラマ、生命と経済を語る』角川書店、2003、ISBN 4-04-791440-1
- 三浦順子・訳『ダライ・ラマ 怒りを癒す』講談社、2003、ISBN 4-06-210518-7
- 今枝由郎・訳『幸福と平和への助言』トランスビュー、2003、ISBN 4-901510-12-6
- 宮坂宥洪・訳『ダライ・ラマ ゾクチェン入門』春秋社、2003、ISBN 4-393-13340-4
- 塩原通緒・訳『幸せに生きるために―ダライ・ラマが語る15の教え』角川春樹事務所、2003、ISBN 4-7584-1013-5
- クンチョック・シタル監訳 鈴木樹代子・訳 斎藤保高・原典訳『ダライ・ラマ大乗の瞑想法』春秋社、2003、ISBN 4-393-13338-2
- A.A.シロマニー（ペマ・ギャルポ、内田 圭二、山本 長一、水野 光朗・訳）『ダライ・ラマ14世法王の政治哲学―スピーチ・著作集より』万葉舎、2003、ISBN 4-86050-012-1
- 宮坂宥洪・訳『ダライ・ラマ 般若心経入門』春秋社、2004、ISBN 4-393-13344-7
- マリア・リンチェン訳『Love?愛ってなんだろう』マーブルトロン、2004、ISBN 4-12-390066-6
- マリア・リンチェン訳『ダライ・ラマ 慈悲の力』春秋社、2004、ISBN 4-393-13348-X
- ジェフリー・ホプキンス・編 ハーディング祥子・訳『ダライ・ラマ 死と向きあう智慧』地湧社、2004、ISBN 4-88503-179-6
- 沼尻由紀子・訳『思いやりのある生活』光文社、2006、ISBN 4-334-78414-3
- マリア・リンチェン訳『思いやり』サンマーク出版、2006、ISBN 4-7631-9721-5
- 宮坂宥洪・訳『ヒューマン・バリュー―人間の本当の値打ちとは』四季社（チッタ叢書）、2007、ISBN 4-88405-527-6
- 伊藤真・訳『ダライ・ラマ科学への旅―原子の中の宇宙』サンガ、2007、ISBN 4-901679-42-2
- 鈴木樹代子・訳『ダライ・ラマ ハートフル・メッセージ』春秋社、2007、ISBN 4-393-13360-9
- 『傷ついた日本人へ』新潮社、2012、ISBN 978-4-10-610462-6

### 報道資料
- 『朝日新聞』2008年4月22日夕刊